# Eleição municipal de Bacabal em 2012
A eleição municipal de Bacabal em 2012 ocorreu em 7 de outubro. O prefeito titular era Raimundo Lisboa (PDT). José Alberto (PMDB) foi eleito prefeito em 1º turno.

## Resultado

### Turno único
| Candidatos a prefeito | Candidatos a prefeito | Candidatos a vice-prefeito | Candidatos a vice-prefeito | Número | Coligação                                                                    | Votos recebidos | Percentual |
| --------------------- | --------------------- | -------------------------- | -------------------------- | ------ | ---------------------------------------------------------------------------- | --------------- | ---------- |
|                       | José Alberto (PMDB)   |                            | Taugi Lago (PMDB)          | 15     | Renova Bacabal PMDB, DEM, PSD, PCdoB, PV, PRTB, PSC                          | 24.627          | 53.48      |
|                       | Patrícia Vieira (PR)  |                            | Dr. Junior (PR)            | 22     | Bacabal de Novo nas Mãos do Povo PR, PSDB, PP, PSL, PPL, PSDC, PRP, PPS, PHS | 17.000          | 36.92      |
|                       | Nonato Chaves (PRB)   |                            | Lopes (PSB)                | 10     | Uma Nova História para Bacabal PRB, PSB, PT, PDT, PTB, PCB, PSOL             | 4.424           | 9.61       |